# 孟冲 (明朝宦官)
孟冲（？年—？年），嘉靖時司设监掌印太监，隆庆時司礼监掌印太监，由高拱所推薦之。

## 生平
厨师出身，掌尚膳監，善於諂媚，“爭飾奇技淫巧以悅帝意”。不為李贵妃所喜，明穆宗死後，隆庆六年（1572年）五月二十五日下午三时，馮保繼任為司礼监掌印太监。